# Hydrometrospora symmetrica
Hydrometrospora symmetrica är en svampart som beskrevs av J. Gönczöl & Révay 1985. Hydrometrospora symmetrica ingår i släktet Hydrometrospora, divisionen sporsäcksvampar och riket svampar.   Inga underarter finns listade i Catalogue of Life.